# Fenton (South Kesteven)
Fenton – wieś w Anglii, w hrabstwie Lincolnshire, w dystrykcie South Kesteven. Leży 23 km na południowy zachód od Lincoln i 176 km na północ od Londynu.